# Kanton Beaumont-le-Roger
Kanton Beaumont-le-Roger (fr. Canton de Beaumont-le-Roger) je francouzský kanton v departementu Eure v regionu Horní Normandie. Skládá se z 22 obcí.

## Obce kantonu
- Barc
- Barquet
- Beaumontel
- Beaumont-le-Roger
- Berville-la-Campagne
- Bray
- Combon
- Écardenville-la-Campagne
- Fontaine-la-Soret
- Goupillières
- Grosley-sur-Risle
- La Houssaye
- Launay
- Nassandres
- Perriers-la-Campagne
- Le Plessis-Sainte-Opportune
- Romilly-la-Puthenaye
- Rouge-Perriers
- Sainte-Opportune-du-Bosc
- Thibouville
- Tilleul-Dame-Agnès
- Le Tilleul-Othon